# Mimocalothyrza
Mimocalothyrza – rodzaj chrząszczy z rodziny kózkowatych i podrodziny zgrzypikowych.

## Zasięg występowania
Przedstawiciele tego rodzaju występują w Afryce Zachodnie, Środkowej i Wschodniej.

## Systematyka
Do Mimocalothyrza należą 2 gatunki:
- Mimocalothyrza bottegi
- Mimocalothyrza speyeri